# Ceratinopsidis
Ceratinopsidis Bishop & Crosby, 1930 è un genere di ragni appartenente alla famiglia Linyphiidae.

## Distribuzione
L'unica specie oggi attribuita a questo genere è stata rinvenuta negli USA, in alcuni stati orientali.

## Tassonomia
A maggio 2011, si compone di una specie:
- Ceratinopsidis formosa (Banks, 1892)[3] — USA